# Issa Diabaté
Issa Diabaté, né à Abidjan le 25 décembre 1969 est un architecte ivoirien. 
Basé à Abidjan, son cabinet, Koffi & Diabaté Architectes, fondé avec l’architecte Guillaume Koffi, est concepteur, en Côte d’Ivoire, de plusieurs grands édifices : le siège de la Craee Uemoa, de l’hôtel Onomo, de l’immeuble Carbone, du complexe immobilier GREEN, des résidences Chocolat, des sièges d’Orange CI et de la Bridge Bank.

## Biographie
Il est le fils d’Henriette Dagri Diabaté et de Lamine Diabaté.
Titulaire d’un Master en architecture de l'université Yale, de 1991 à 1993, Issa Diabaté effectue des stages au sein de différents cabinets d’architecture en Côte d’Ivoire (Goly Kouassi), aux États-Unis (Devrouax and Purnell) et en France (Jean Nouvel et Catani) où il participe notamment au concours pour la cité judiciaire de Nantes.
En 1994, il rejoint le cabinet SAU Guillaume Koffi en tant que stagiaire, pour y revenir en 1995, en qualité de Chargé des projets architecturaux. En 2001, Guillaume Koffi et Issa Diabaté s’associent pour former le cabinet Koffi & Diabaté Architectes. 
En 2013, ils créent une holding. Cette holding intègre les principaux métiers de la chaîne de production immobilière : Koffi & Diabaté Group.
Membre de l’Ordre des Architectes de Côte d’Ivoire, Chevalier de l’Ordre du Mérite National, Issa Diabaté évolue également dans l’univers du design, avec son travail primé lors de la Biennale de Dakar de 1998. Il a aussi participé aux expositions Abidjanow en 2013 (Salon Archibat - Abidjan, Côte d’Ivoire) et Design Indaba 2014 et 2017 (Le Cap, Afrique du Sud).
Depuis 2017, Issa Diabaté collabore avec le groupe suédois IKEA en tant que membre du groupe de designers africains à l’initiative de la première collection IKEA consacrée à l’Afrique  prévue pour 2019.

## Principales réalisations
- 2002 : Immeuble Crrae Uemoa, Abidjan, Côte d’Ivoire
- 2003 : Immeuble Trillenium, Dakar, Sénégal
- 2004 : Empire apartments, Addis Abeba, Éthiopie
- 2008 : Immeuble GML, Libreville, Gabon
- 2010 : Villas Cacao, Abidjan, Côte d’Ivoire
- 2014 : Complexe Immobilier Green : Projet de construction d’un complexe immobilier mixte comprenant des immeubles d’appartements, des villas et un bâtiment à usage commercial, à Abidjan
- 2016 : Les Résidences Chocolat[9] : Cet éco-quartier, avec 32 logements sur une surface globale d’1,1 ha, s’appuie sur les notions de densification et de mutualisation des espaces. Une large superficie (57 %) est dédiée aux espaces verts et piétonniers, tout en favorisant une végétation abondante qui protège les habitations du soleil et crée un microclimat.

## Assinie-Mafia : quelques réalisations
Envisagé comme une sorte de laboratoire de développement durable et local, le site d’Assinie-Mafia est le lieu de construction de plusieurs projets construits avec des matériaux issus de l’environnement ivoirien (bois, bambou, argile), tenant compte des économies d’énergies, favorisant la lumière naturelle et la ventilation croisée pour optimiser les conditions de confort de l’habitat. 
- 2009 : Maison-Bois
- 2004 : Pavillon Ebrah
- 2006 : Église d’Assinie-Mafia
- 2012 : Pavillon Bambou
- 2015 : Pavillon Camélia